# Рембелін (Пшасниський повіт)
Рембелін (пол. Rembielin) — село в Польщі, у гміні Хожеле Пшасниського повіту Мазовецького воєводства.
Населення — 238 осіб (2011).
У 1975-1998 роках село належало до Остроленцького воєводства.

## Демографія
Демографічна структура станом на 31 березня 2011 року:
|          | Загалом | Допрацездатний вік | Працездатний вік | Постпрацездатний вік |
| -------- | ------- | ------------------ | ---------------- | -------------------- |
| Чоловіки | 125     | 30                 | 85               | 10                   |
| Жінки    | 113     | 23                 | 70               | 20                   |
| Разом    | 238     | 53                 | 155              | 30                   |